# 達摩縣
達摩縣是印度的一個縣，位於該國中部，由中央邦負責管轄，面積7,306平方公里，識字率為70.92%，人口在2001至2011年期間增長16.58%，2011年人口1,263,703，人口密度每平方公里173人。

## 外部連結
- http://damoh.nic.in/ （页面存档备份，存于）
- Damoh District On Bundelkhanddarshan.com
- Damoh website （页面存档备份，存于）
- Damoh District website （页面存档备份，存于）
- Maps of India -Damoh （页面存档备份，存于）

21°53′45″N 80°47′43″E / 21.895724°N 80.795145°E